# Iwan Denesowycz
Iwan Denesowycz (ur. 1921, zm. ?) – zbrodniarz nazistowski, członek załogi niemieckiego obozu koncentracyjnego Dachau, SS-Mann.
Obywatel polski narodowości ukraińskiej, który został wcielony do SS w 1943. Przydzielono go do kompleksu obozowego w Dachau. Po czterotygodniowym szkoleniu skierowano go do służby wartowniczej w podobozie Augsburg i fabryce Messerschmitta. Konwojował między innymi drużyny robocze.
W procesie członków załogi Dachau (US vs. Johannes Berscheid i inni), który odbył się w dniach 12–25 sierpnia 1947 przed amerykańskim Trybunałem Wojskowym w Dachau skazany został na 5 lat pozbawienia wolności za skatowanie więźnia, oficera francuskiej armii.